# Buzz Osborne
Pour les articles homonymes, voir Osborne.
Roger « Buzz » Osborne né le 25 mars 1964 à Montesano, aussi connu sous le pseudonyme King Buzzo, est un musicien américain, connu pour être le guitariste-chanteur-compositeur et techniquement le dernier des membres fondateurs des Melvins faisant encore partie du groupe. Le batteur Dale Crover est souvent considéré comme membre fondateur lui aussi, mais à tort : en effet, il a rejoint le groupe juste après sa création (bien qu'il en fut membre avant même qu'un album soit enregistré). Buzz Osbourne est aussi un membre fondateur et le guitariste de Fantômas et Venomous Concept.

## Biographie
Au début des années 1980, Osborne fonda les Melvins avec Matt Lukin et Mike Dillard qui allaient tous au lycée de Montesano, Washington, où il obtint son diplôme en 1982.
À leurs débuts, les Melvins jouaient des reprises de The Who et Jimi Hendrix, puis ils commencèrent à jouer du punk hardcore plus lent qu’habituellement. Quand Dillard quitta le groupe en 1984, Dale Crover le remplaça et les séances de répétition se déplacèrent dans une pièce de la maison des parents de Crover à Aberdeen, Washington. Ils ne mirent pas longtemps à trouver leur style : des chansons remarquablement lentes et « lourdes ».
En 1988, Osborne et Crover déménagèrent à San Francisco. C'est là qu'en mai 1989, le groupe enregistra son troisième album, Ozma, qui sortit dans le courant de l'année. En 1990, le groupe Nirvana n'avait plus de batteur, et Crover les dépanna lors d'une rapide tournée sur la côte ouest avec Sonic Youth. Osborne donna à Dave Grohl du groupe Scream le numéro de téléphone de Krist Novoselic, le bassiste de Nirvana ; Grohl devint par la suite le nouveau batteur officiel de Nirvana.

### Vie privée
Osborne habite aujourd'hui à Hollywood avec sa femme Mackie.

## Source
- (en) Cet article est partiellement ou en totalité issu de l’article de Wikipédia en anglais intitulé « Buzz Osborne » (voir la liste des auteurs).